# 刘畈乡
刘畈乡，是中华人民共和国安徽省安庆市太湖县下辖的一个乡镇级行政单位。

## 行政区划
刘畈乡下辖以下地区：
清平村、刘畈村、乐盛村、马畈村、九田村、栗树村和洪河村。